# NGC 6686
NGC 6686 é uma galáxia  localizada na direcção da constelação de Lyra. Possui uma declinação de +40° 08' 17" e uma ascensão recta de 18 horas, 40 minutos e 06,9 segundos.
A galáxia NGC 6686 foi descoberta em 29 de Maio de 1887 por Edward D. Swift.